# リチャード・ヘルム
リチャード・ヘルム(Richard Helm)は、現在ボストン・コンサルティング・グループ(BCG)でビジネスへの戦略的なテクノロジーの適用についてコンサルティングをしている。
彼のキャリアは先端技術開発、製品開発、システムインテグレーション、ITコンサルティングに及ぶ。BCGに参加する以前、リチャードはIBM Global Services、DMRで働いており、ニューヨークのIBMのT.J.ワトソン研究所の研究者として彼のキャリアは始まった。
彼は国際的にソフトウェアアーキテクチャと設計の権威として知られ、幅広く本を書いている。デザインパターンの本を執筆したGoF(Gang of Four)の一員としても名声を得ている。
2005年にACM Programming Languages Awardを受賞。2006年にGoFはAITO Dahl-Nygaard Prizeを受賞。
彼はオーストラリアのメルボルン大学で学士および博士号を取得した。